# Lymantria mus
Lymantria mus este o specie de molii din genul Lymantria, familia Lymantriidae, descrisă de Charles Oberthür 1916 Conform Catalogue of Life specia Lymantria mus nu are subspecii cunoscute.